# Bahamas en los Juegos Olímpicos de Río de Janeiro 2016
Bahamas estuvo representada en los Juegos Olímpicos de Río de Janeiro 2016 por un total de 28 deportistas que compitieron en 3 deportes. Responsable del equipo olímpico es el Comité Olímpico de Bahamas, así como las federaciones deportivas nacionales de cada deporte con participación.
La portadora de la bandera en la ceremonia de apertura fue la atleta Shaunae Miller.

## Medallistas
El equipo olímpico de Bahamas obtuvo las siguientes medallas:
| Nombre                                                     | Deporte   | Competición |
| ---------------------------------------------------------- | --------- | ----------- |
| Oro                                                        |           |             |
| Shaunae Miller                                             | Atletismo | 400 m F     |
| Plata                                                      |           |             |
| —                                                          |           |             |
| Bronce                                                     |           |             |
| Alonzo Russell Michael Mathieu Steven Gardiner Chris Brown | Atletismo | 4 × 400 m M |